# Wintley Phipps
Wintley Augustus Phipps (Trinidad e Tobago, 7 de janeiro de 1955) é um ministro ordenado pela Igreja Adventista do Sétimo Dia, mundialmente famoso artista vocal. Iniciador de projetos especiais, tais como o E.U. Dream Academy.  Ele também fundou Songs of Freedom Publishing Company e Coral Records Recording Company. Wintley Phipps tem participado de várias ocasiões notáveis ao redor do mundoo atuando como orador e cantor.

## Biografia
Wintley Phipps, em tenra idade, se mudou para Montreal, Quebec, Canadá. Lá  frequentou Kingsway College e depois a Oakwood University, em Huntsville, Alabama, onde ele recebeu um Bacharel em Teologia. Phipps mais tarde viria a receber o título de mestre pela Andrews University, em Berrien Springs, Michigan. 
Wintley Phipps serviu como pastor sênior de várias igrejas na região metropolitana de Washington, D.C., incluindo a Capitol Hill e Seabrook Seventh-Day Adventist Churches. Ele atualmente serve como pastor da Igreja Adventista de Palm Bay, Florida.
É casado com Linda Diane Galloway Phipps, com quem tem três filhos: Wintley Augustus II, Winston Adriel e Wade Alexander.

## Apresentações Notáveis
Wintley cantou para os presidentes americanos Jimmy Carter, Ronald Reagan, George H. W. Bush, Bill Clinton, George W. Bush e Barack Obama em eventos como o National Prayer Breakfast. Apresentou-se para Madre Teresa de Calcutá e o presidente Nelson Mandela nos anos de 1984 e 1988 nas National Democratic Conventions. Apareceu em vários programas como: no especial de televisão do Dr. Martin Luther King Jr., no Dr. Robert Schuller's Hour of Power Telecast, no Billy Graham Crusades, no Vaticano, no Oprah Winfrey Show, etc. Foi o solista convidado para cantar na cerimônia de casamento de Diana Ross.

## Discografia

### Álbuns de Estúdio
- Lord, You Are My Music (1984)
- I Give You My Life (1984)
- I Choose You Again (1984)
- We Are One (1985)
- The Great Controversy (1985)
- It's Christmas Time (1986)
- Wintley Phipps (1987)
- A Love Like This (1988)
- Sun Will Shine Again (1990)
- The Power of a Dream (1995)
- Favorite Hymns (1996)
- Favorite Spirituals (1996)
- Songs of Christmas (2000)
- Out of the Night (2001)
- Heal Our Land (2001)
- Favorite Hymns of Billy Graham (Discovery House, 2005)
- Spirituals: A Symphonic Celebration (Discovery House, 2006)
- No Need for Fear (Discovery House, 2007)
- The Classics (Discovery House, 2008)
- O Holy Night! (Discovery House, 2009)

### Gravações ao vivo
- Wintley Phipps Live (2000)

### Compilações
- Christmas in Vienna (1993) - Diana Ross (1993)
- Saviour: The Story of God's Passion for His People (1996)
- Millennium Chorus: The Greatest Story Ever Sung (2000)
- Gospel Gold (Bellmark) (2000)
- Spirituals: Songs of the Soul (Discovery House, 2004)